# Anthrenoides meridionalis
Anthrenoides meridionalis är en biart som först beskrevs av Carlos Schrottky 1906.  Anthrenoides meridionalis ingår i släktet Anthrenoides och familjen grävbin. Inga underarter finns listade i Catalogue of Life.